# (18556) Battiato
(18556) Battiato ist ein Asteroid des Hauptgürtels, der am 7. Februar 1997 von den italienischen Astronomen Piero Sicoli und Francesco Manca am Osservatorio Astronomico Sormano (IAU-Code 587) in Sormano entdeckt wurde.
Der Asteroid wurde nach dem Italienischen Cantautore und Regisseur Franco Battiato (1945–2021) benannt, der Ehrenmitglied der Associazione Astrofili Ionico-Etnei ist.